# France-Matin
France-Matin est un faux journal quotidien, au format de France-Soir, diffusé pendant plusieurs jours, environ deux semaines avant le premier tour lors de l'élection présidentielle française de 1974 et qualifié de "chef-d'œuvre d'intoxication" dans ses mémoires par Alain Poher, ex-président centriste du Sénat. Faussement datée du 9 janvier 1975, l'édition saisie par la Justice le 24 avril, prétend révéler un faux projet d'ordre de rationnement du candidat François Mitterrand. Elle a été imprimée à plusieurs millions d'exemplaires, deux, trois ou huit millions selon les sources,,. 

## Contexte
Au cours de la campagne électorale de l'Élection présidentielle française de 1974, précipitée par le décès inattendu du président Georges Pompidou, les gaullistes se divisent, alors qu'ils dominent très largement la droite parlementaire, avec environ trois-quarts des députés. Certains soutiennent le candidat du parti gaulliste l'ex-Premier ministre Jacques Chaban-Delmas et d'autres  VGE, candidat des Républicains indépendants. 
Le patronat se divise aussi : « les personnalités les plus conservatrices » appuient « le plus vigoureusement » VGE et « les plus progressistes » Jacques Chaban-Delmas.
« Le CNPF et Ambroise Roux qui au départ apparaissaient plus favorables à la candidature du maire de Bordeaux, se montrent plus ouverts au programme de Giscard d'Estaing et tous les moyens sont alors mis en œuvre » afin de défendre leurs intérêts.
Malgré la vision moderniste d'une "Nouvelle société" et la popularité de la " réforme Boulin" des retraites, adoptée à l'hiver 1971-1972, Chaban échoue à séduire les électeurs de centre-gauche, même s'il fait globalement mieux, proportionnellement, que Giscard dans les régions de gauche et gaullistes. Le puritain Jean Royer lui prend « des voix sur sa droite » et VGE bénéficie de sondages erronés lui promettant un ample succès au second tour alors que Chaban n'en serait pas sûr. Giscard lui passe devant dans les sondages.

## Création et diffusion
Vers la fin de cette campagne de premier tour est diffusé un faux journal quotidien, jusque-là inconnu, au nom de France-Matin, dont plusieurs numéros sont tirés à 3 millions d'exemplaires,,, sur les presses de Nice-Matin. Le journal et ses articles sensationnalistes sont conçus pour manipuler l’opinion à quelques jours du scrutin en annonçant un faux programme de restrictions de François Mitterrand, qui détaille même les conditions d'un futur rationnement des produits alimentaires. 
Après plusieurs péripéties, le faux journal est saisi par la Justice. Environ 700 000 exemplaires sont ainsi saisis par les officiers de justice dans la nuit du 24 avril, en pleine diffusion dans un entrepôt de routage et 200 000 autres exemplaires dans l'imprimerie de Nice-Matin, où ils viennent d'être édités. À Paris, il finiront, en partie, dans les eaux du canal Saint-Martin. 
Le faux-journal est dans un premier temps attribué à l'équipe du candidat Chaban-Delmas et cette suspicion le fait chuter dans les sondages à 17% ce dont il ne se relèvera pas, mais ce dernier dément catégoriquement et l'enquête montre plus tard qu'il a été édité par des militants travaillant pour son rival au sein de la droite, VGE.
Finalement, il est établi que le titre est dirigé par Patrick Legrand,, ex-journaliste à L'Esprit public, titre militant en faveur de l'OAS, fondé par Hubert Bassot et Philippe Héduy en décembre 1960, puis agent électoral des Républicains indépendants en 1968 et responsable d'une société de relations publiques ensuite. Il en réclame lui-même officiellement la paternité, par un communiqué repris dans une dépêche du 26 avril de l'Agence France-Presse.

## Enquêtes

### Révélations et poursuites judiciaires
Les ouvriers du livre du quotidien provençal Nice-Matin révèlent que ce faux journal « France-matin » a été tiré sur les presses de leur quotidien, à l'insu des journalistes.
Robert Badinter, avocat du Parti socialiste, qui s'estime lésé par le contenu de France-Matin, porte l'affaire devant le tribunal de grande instance de Paris, en affirmant qu'il y a eu de nombreuses infractions aux lois sur la presse, obligeant tout journal a décliner son identité. Le quotidien n'a, en particulier, effectué aucune déclaration préalable ni au Parquet de Paris, ni au Parquet de Nice. Robert Badinter prouve que Patrick Legrand, propriétaire officiel du journal, est un homme de paille recourant à de fausses coordonnées et que la société « France-matin », domiciliée au 120 rue du Croissant, une adresse qui n'existe pas, est une société-écran, dont le numéro de téléphone n'est pas attribué non plus, tandis que l'imprimerie « France-matin », domiciliée au 27 avenue Jean Médecin, à Nice n'a pas non plus d'existence réelle. 
Dans les semaines qui suivent, les enquêtes de plusieurs médias vont montrer que ce journal était édité par l'Aleps de Georges Albertini et Alain Madelin, l'un des cadres de la campagne de Valéry Giscard d'Estaing. 
Ce dernier dirigeait précédemment le bulletin de l'Aleps, association qui le financera lui aussi plus tard.La participation au faux-journal est démentie par Michel d'Ornano, bras droit de VGE depuis leur contribution commune à la chute du général de Gaulle lors du  référendum de 1969. Il est son directeur de campagne en 1974. Les giscardiens affirment même avoir moins dépensé que les autres candidats  et que les RI, le seul parti qui soutient cette campagne, connu pour être sans militants, avait amassé un "trésor de guerre".
Alain Madelin venait d'échouer à rééditer le journal "Spécial banlieue", dont le contenu identique lui avait déjà été confié en 1973.

### Les soupçons envers l'UIMM
Le financement du journal a été assuré par les milieux patronaux, sans qu'il soit établi par quelle branche exacte. L'UIMM est soupçonnée, car elle a financé l'année précédente et les jours d'avant d'autres publications de ce type, mais à une moindre échelle, mais sans qu'aucune preuve ne soit apportée pour France-Matin, où les différentes estimations parlent d'un journal tiré à 2 millions, 3 millions  ou 8 millions d'exemplaires, selon des sources très divergentes.
Les soupçons seront renforcés par le fait qu'Alain Madelin, qui dirigeait le bulletin de l'Aleps, association qui le financera lui aussi, venait d'échouer à rééditer le journal "Spécial banlieue", qui lui avait déjà été confié en 1973 avec le même genre de contenu en forme de politique-fiction. 
Les enquêtes des journalistes partent dans cette direction, l'Aleps, et tentent d'aller vers l'UIMM. Le 10 mai 1974, L'Unité, hebdomadaire du Parti socialiste, qui est alors informé par des policiers des Renseignements généraux, soupçonne Emmanuel Lepoyvre, salarié de l'UIMM d'avoir déjà bénéficié un an plus tôt, aux législatives de 1973, d'un budget de 3 millions de francs accordés par les milieux sidérurgiques, qui aurait financé lors de ces législatives l'impression de 4 millions d'exemplaires d'une feuille titrée « Monsieur Dupont voit rouge » et de 2 millions d'exemplaires d'une autre feuille titrée « L'omnibus ». 
En fait, l'hebdomadaire du Parti socialiste n'est finalement parvenu à prouver que les liens traditionnels entre l'UIMM et l'Aleps, à laquelle Alain Madelin participait depuis 1971, dans ce qui était  « davantage patronal qu'intellectuel ». Alors que les patrons de l'automobile, alors principale branche de la métallurgie, confrontée à de nombreuses grèves pendant et après Mai 68 avaient décidé de durcir le ton, en recourant plus aux "syndicats jaunes" et aux vigiles, l'Aleps était traditionnellement et ouvertement financée depuis 1970 par l'UIMM, avec en 1973 de nouvelles initiatives suscitées, comme le financement d'un supplément "Lip la Lune", tiré à plusieurs centaines de milliers d'exemplaires, dénonçant l'expérience d'autogestion à l'usine Lip de Besançon après les publications des législatives de mars 1973 suscitées par la crainte de voir la gauche arriver au pouvoir, avec un PCF alors encore dominant.
Dans son numéro du 3 mai 1974, L'Unité avait ainsi prouvé que ces initiatives continuaient : Emmanuel Lepoyvre et son employeur l'UIMM avaient financé deux journaux de campagne édités par l'Aleps sous la forme traditionnelle de suppléments, l'un pour les enseignants, titré « Liberté économique et progrès social » et daté d'avril 1974 et l'autre qui était un plagiat de « La lettre de l'Expansion », baptisé « Lettre confidentielle des cadres supérieurs », grâce à un même numéro de commission paritaire déjà utilisé par l'UIMM.

### La lettre de l'Union patronale d'île de France
Après le premier tour, Le Monde reprend les révélations de L'Unité du 10 mai 1974, qui concernent cette fois le patronat en général, dans un court article publié dès son édition de l'après-midi du 11 mai 1974. Cet article est essentiellement constitué d'une reproduction intégrale de la pièce probante publié par L'Unité sous forme d'encadré: une lettre datée du 24 avril 1974, évoquant « une rencontre avec les leaders de cette Association pour la liberté économique et le progrès social (Aleps) » ayant « abouti à des initiatives qui méritent d'être connues » et des publications, dont les deux mensuels cités par l'Unité la semaine précédente, présentés comme relevant de l'Aleps, avec leurs tirages, respectivement de 750000 et 170000 exemplaires, très inférieurs à celui de France-Matin.
Une troisième publication est évoquée par cette lettre, éditée « sous une forme "spéciale" » sans nommer l'éditeur mais « diffusée à plusieurs millions d'exemplaires », qui « semble bien être le journal » France-Matin selon Le Monde. La signature n'est cependant pas celle de l'UIMM, mais de Maurice H. Fouquet, délégué général de l'Union des syndicats patronaux de la région parisienne, domiciliée au 34 rue de Prony à Paris. Le court article du Monde ne cite pas l'UIMM. La lettre aux patrons qu'il reproduit intégralement insiste sur « l'effort que nous vous demandons », présenté comme « complémentaire de ce dispositif que vous avez souhaité ».

### Prise de distance de l'UIMM
Dans un document confidentiel « mis à jour en septembre 1975 », le « groupe de travail d'information politique pour la défense des libertés » de l'UIMM explique qu'il « n'a ni la prétention ni la maladresse de vouloir tout faire lui-même » avant d'ajouter qu'il « existe déjà des centres qui élaborent du matériel d'information de bonne qualité »
. 

### Les développements

#### L'enquête de 2008 sur les caisses noires de l'UIMM
L'UIMM aurait surtout versé des fonds en liquide aux colleurs d'affiches des groupuscules Occident, Gud et Ordre Nouveau, où ont milité Alain Madelin, Hervé Novelli, ensuite salarié de l'UIMM de 1977 à 1986, Gérard Longuet et Anne Méaux, qui deviendra en 1976 attachée de presse de Giscard à l’Elysée. Ce versement en liquide est révélé par Le Figaro en mars 2008 , en se basant sur les déclarations de Dominique de Calan, délégué général adjoint de l'UIMM, mis en examen dans le cadre de l'enquête sur ses caisses noires, et en publiant aussi les démentis d'Alain Madelin, ancien membre d'Occident puis membre de l'équipe de campagne de Valéry Giscard d'Estaing , et de ce dernier.
Les déclarations de Dominique de Calan aux magistrats, notamment le juge d'instruction Roger Le Loire, ne mentionnaient pas France-Matin, même si le directeur de publication est "Guy Lemonnier" alias Claude Harmel, qu'Alain Madelin et Hervé Novelli vont décrire plus tard comme leur “père spirituel” lors des 40 ans de l'Aleps. Libération rappelle qu'à l'époque, « ces publications sont pour certaines conçues au siège de l’UIMM ». 

#### Le livre d'Yves Bertrand en 2007
Par ailleurs, ces déclarations confirmaient plutôt celles effectuées six mois plus tôt par Yves Bertrand, qui fut directeur central des Renseignements généraux (RG) entre 1992 et 2004, cité comme témoin par le juge, qui dans son autobiographie de la rentrée 2007 déclarait que « seuls quelques naïfs croient encore que Giscard a pu mener campagne, en 1974, avec les maigres moyens des Républicains indépendants : sa logistique, son service d'ordre, ce sont les “petits gars” d'Ordre nouveau qui les ont assurés, grâce aux enveloppes en liquide » de l'UIMM,.
La campagne 1974 "à l'américaine" de Giscard avait été évaluée à l'époque dans une fourchette de 5 à 20 millions de francs, contre 7 millions pour Mitterrand, dont 80% pour des opérations d'affichage à grande échelle créant une tension sur les prix du papier, et nécessitant un important service d'ordre qui a représenté par ailleurs environ 8% des dépenses et qui se fait remarquer par des opérations "trop musclées" ou par la présence à sa tête de François Brigneau, cofondateur d'Ordre nouveau, du Front national et du Parti des forces nouvelles.
Dans la presse de l'époque, Bernard Guetta, ex-militant du groupe d'extrême-gauche "Jeunesses communistes révolutionnaires" alors coutumier des affrontements avec les militants d'extrême-droite, écrit dans L'Obs du 13 mai 1974 un article qui se focalise sur ces questions de brutalité et de militants d'extrême-droite financés par l'UIMM, au point de confondre cette dernière avec l'Union patronale de l'île de France, et de présenter la première comme ayant financé le journal France-Matin lorsqu'il reprend les révélations de L'Unité, pour les ajouter de données sur les liens entre l'extrême-droite et l'UIMM. Le syndicaliste Alain Renault, par ailleurs proche de l'Aleps, croira se souvenir que Lepoyvre, représentant l'UIMM dans une négociation à laquelle il participait, se serait momentanément absenté en prétextant un enfant malade, le jour de la saisie de France-Matin.
Pour la part, Le Monde s'était montré plus prudent et L'Unité avait parlé simplement des « liens entre l'opération « France-Matin », Lepoyvre,  l'UIMM et Valéry Giscard d'Estaing », en précisant que Michel Bavastro, directeur de « Nice-Matin » n'aurait pas été payé rubis sur l'ongle. 

#### Les souvenirs des anciens de la société Service
Une quarantaine d'années plus tard, Catherine Barnay, concernée par l'opération en tant qu'actionnaire de la société Service (Société d’études et de recherches visuelles d’impression, de composition et d’édition)  s'est souvenue de l'intrusion brutale dans leurs bureaux après la révélation de l'affaire et que l'idée de base était plutôt de recourir comme d'habitude à une imprimerie de labeur , même si celles-ci n'ont pas les mêmes facilités d'approvisionnement rapide en papier, à d'aussi grandes quantités.
Selon ses souvenirs, au sein de Service, partenaire traditionnel de l'Aleps, l'affaire avait été traitée par Gérard Penciolelli et Christian de Bongain, alias "Xavier Raufer", autres anciens des mouvements d'extrême droite "Occident" et "Ordre nouveau". Les publications diffusées par Service avaient jusque là des tirages beaucoup moins élevés.